# Максименков, Алексей Николаевич
Алексей Николаевич Максименков (29 марта 1906, Киев — 8 августа 1968, Ленинград) — советский генерал-майор медицинской службы (1951), доктор медицинских наук (1938), профессор (1941), член-корреспондент АМН СССР (1947), лауреат Сталинской премии (1943), заслуженный деятель науки РСФСР (1967). Заместитель начальника академии по научной работе с 1953 по 1959 год.

## Биография
Родился 29 марта 1906 года в Киеве в семье рабочего завода «Арсенал».
После окончания Военно-медицинской академии (ВМА) (1931) служил врачом в войсках. Закончил адъюнктуру при кафедре оперативной хирургии и топографической анатомии ВМА, с которой была связана вся его жизнь. Там он работал преподавателем, старшим преподавателем, заместителем начальника кафедры.
В 1938 году защитил докторскую диссертацию на тему «Крайние типы изменчивости системы нижней полой вены и их прикладное значение». С 1941 года — профессор.
В 1943 году назначен начальником кафедры оперативной хирургии ВММА, в 1948 году — начальником кафедры оперативной хирургии и топографической анатомии ВМА, которую возглавлял до своей кончины. В 1943 году основал и возглавил Военно-медицинский музей МО СССР, которым руководил до 1952 года.
Умер 8 августа 1968 года в Ленинграде. Похоронен на академической площадке Богословского кладбища.

## Научная деятельность
Одно из важнейших направлений в исследованиях А. Н. Максименкова — разработка учения об индивидуальной изменчивости органов и систем тела человека.
Продолжая традиции своего учителя В. Н. Шевкуненко, он развил учение об индивидуальной изменчивости, придав ему новое оригинальное направление, основанное на исследованиях не только различий в форме и положении анатомических образований, но и их физиологического значения, роли в возникновении и течении патологических процессов, что имеет наибольшее значение для современной хирургической практики.
А. Н. Максименков провёл большую работу в качестве ответственного секретаря и соавтора издания «Опыт советской медицины в Великой Отечественной войне 1941—1945 гг.».
Крупнейший знаток жизни и творчества Н. И. Пирогова.

Под его руководством выполнено 11 докторских и 50 кандидатских диссертаций. Во многих медицинских вузах страны кафедры оперативной хирургии возглавляли его ученики.

### Сочинения
- Атлас периферической нервной и венозной систем.- М.,1949.- 384 с. (ред.) (в соавт. С Вишневским А. С.)
- Характеристика анатомических изменений при огнестрельных переломах // Опыт советской медицины в Великой Отечественной войне 1941—1945 гг. — М., 1952. — Т. 15.- Спец. Часть. Гл. 1.- С. 215—478.
- Н. И. Пирогов : его жизнь и встречи в портретах и иллюстрациях. — Л., 1961. — 211 с.

## Память
22 июня 2006 года на здании анатомического корпуса академии установлена мемориальная доска.